# Cepo
Cepo là một xã trong quận Gjirokastër thuộc hạt Gjirokastër, Albania. Dân số năm 2005 là 3574 người.